# Laura Ita Andehui Ruiz Mondragón
Laura Ita Andehui Ruiz Mondragón (Ciudad de México, 2 de junio de 1957) es una académica, funcionaria y activista mexicana, de ascendencia originaria de San Juan Achiutla, Mixteca Alta, Oaxaca, México, fue titular de la Secretaría de Pueblos y Barrios Originarios y Comunidades Indígenas Residentes (SEPI) en el gabinete de Claudia Sheinbaum, y en el de Martí Batres, jefes de Gobierno de la Ciudad de México. Doctora en Sociología, ha participado por más de 30 años en investigación y ejecución de políticas públicas para pueblos indígenas en diversos organismos públicos e instituciones educativas. Especializada en investigación sobre participación política indígena.

## Trayectoria en el servicio público
En diciembre de 2020 la doctora Ruiz Mondragón fue designada titular de la SEPI por Claudia Sheinbaum, cargo que continúo ejerciendo durante el gobierno de Martí Batres hasta el 4 de octubre de 2024. Previamente, de enero a diciembre de 2020, formó parte del equipo de asesores en la Alcaldía Xochimilco. En el Instituto Nacional de Lenguas Indígenas (INALI) se desempeñó como subdirectora de Diseño y Asesoría en Políticas Lingüísticas de 2011 a 2019. Dentro de ese mismo organismo, de 2008 a 2010, fue responsable del diseño de proyectos sobre lenguas indígenas de México.
Asimismo, fue coordinadora del Centro de Información y Documentación Alberto Beltrán, en la Dirección General de Culturas Populares e Indígenas del Consejo Nacional para la Cultura y las Artes de 2007 a 2008. En el Centro de Investigaciones y Estudios Superiores en Antropología Social (CIESAS) Occidente realizó una evaluación cualitativa de impacto a largo plazo del programa federal “Oportunidades” en zonas rurales durante 2007 y 2008. Además, también colaboró en el diagnóstico de empleo y actividades productivas desde una perspectiva multicultural.
En la Comisión Nacional para el Desarrollo de los Pueblos Indígenas (CDI) y el propio CIESAS trabajó en 2004 en la definición de los criterios de identidad cultural para la redefinición de las circunscripciones de los distritos electorales de los pueblos indígenas de México.
En 2002 desarrolló para el Instituto Nacional Indigenista (INI) y el CIESAS la Guía General del Centro de Investigación, Información y Documentación de los Pueblos Indígenas de México. Entre 1996 y 2002 fue coordinadora de Archivística en el Proyecto Archivos Agrarios, desarrollado también por el CIESAS y el Registro Agrario Nacional. Tuvo a su cargo la jefatura del Departamento de Seguimiento y Evaluación de Proyectos del INI de 1993 a 1996, en donde también fungió como investigadora con el equipo de asesores de la Dirección General de 1990 a 1992.

## Formación académica
La doctora Ruiz posee los siguientes grados académicos:

### Doctorado
Laura Ita Andehui es doctora en Ciencias Políticas y Sociales, con especialidad en Sociología por la Universidad Nacional Autónoma de México (UNAM), grado para el que defendió en 2007 la tesis Usos y costumbres y democracia electoral en la Mixteca Alta de Oaxaca, con la asesoría de la doctora Cristina Oehmichen, en la Ciudad de México.

### Maestría
Es maestra en Sociología Política por el Instituto de Investigaciones Doctor José María Luis Mora, grado para el que sustentó la tesis Rafael Galván, biografía política en 1986, investigación para la que fue dirigida por el doctor en Ciencias Políticas José Woldenberg en la Ciudad de México.

### Licenciatura
Y es licenciada en Sociología por la Universidad Autónoma Metropolitana (UAM) Azcapotzalco, título para cuya obtención en 1980 sometió al sínodo la tesis Formas de producción en Tecomaxusco, Estado de México, localidad en la que vivió para investigar en campo. Para este trabajo fue asesorada por el maestro Javier Bonilla en la Ciudad de México.

## Trayectoria académica
La doctora Ruiz Mondragón fue profesora de tiempo completo de 1982 a 1983 en la Universidad Autónoma de Occidente, en Los Mochis]], Sinaloa. Para la UAM Iztapalapa desarrolló la investigación Trabajo asalariado y unidad económica campesina en Ecatzingo, Estado de México (1982) realizada completamente en campo. Para el entonces Fideicomiso de la Palma, realizó una investigación sobre las Condiciones de vida de los artesanos de la guitarra en Paracho, Michoacán en 1981. También impartió el curso Derechos Humanos de los Grupos de Población en Situación de Vulnerabilidad, realizado por la Subprocuraduría de Derechos Humanos de la Procuraduría General de la República en la Ciudad de México en 2018.

## Conferencias y jurado

### Conferencias
Ita Andehui ha impartido conferencias sobre diversos temas, como Diversidad lingüística y derechos lingüísticos, durante las XXII Jornadas de Trabajo Social de la Secretaría de Salud, llevadas a cabo en la Ciudad de México en 2018; dentro del seminario Participación de los Pueblos Indígenas en el Proceso Electoral 2006, organizado por la CDI, en la Ciudad de México en 2006, expuso sus Comentarios al Estudio Proceso electoral 2006 en distritos uninominales con mayoría de población indígena. Comisión Nacional para el Desarrollo de los Pueblos Indígenas y la Fiscalía Especializada en Delitos Electorales; en la conferencia coordinada por la Unidad Académica de Antropología Social de la Universidad Autónoma de Guerrero, en Tixtla, Estado de Guerrero, México, en 2006 habló acerca de El voto indígena y la tendencia de las próximas elecciones; para la Universidad Autónoma de Baja California, Unidad San Quintín, en Ensenada, Baja California en 2005, discurrió sobre Las preferencias electorales de los indígenas de México; y expuso sobre Pueblos indios y participación política, en el Centro de Estudios Sociológicos de la UNAM, Ciudad de México, en 2004.
También ha dictado las conferencias como Usos y costumbres y democracia electoral en La Mixteca Alta de Oaxaca en el Coloquio Poder y cambio político en las mixtecas: de lo local a lo transnacional organizado por el CIESAS y la UAM Iztapalapa, en la Ciudad de México en 2004; habló sobre Pueblos indios y elecciones federales para el diplomado Indígenas del Occidente. Políticas Públicas y Desarrollo organizado por la CDI y el CIESAS Occidente, en la ciudad de Guadalajara, Estado de Jalisco, México en 2003; impartió la plática 2000, así votaron los indios en el XII Congreso Nacional de Estudios Electorales, auspiciado por la UNAM, el Instituto Federal Electoral y el  Instituto Estatal Electoral del Distrito Federal, en la Ciudad de México, en 2002; dentro del Primer Congreso Latinoamericano de Ciencia Política organizado por la Universidad de Salamanca, en Salamanca, España en 2002 discurrió sobre Las preferencias electorales de los indígenas de México; al participar en el V Taller Internacional de Historia Regional y Local celebrado en  La Habana, Cuba, en 2002, habló sobre de El proyecto archivos agrarios: una herramienta para la historia mexicana. Durante el taller auspiciado por el CIESAS, el INI y el Institut de Recherche pour le Développement, disertó sobre la Dinámica de la población indígena en México. Problemática contemporánea en la Ciudad de México en el año 2000.

### Jurado
Ita Andehui ha fungido en diversas ocasiones como jurado, ha sido dos veces examinadora externa del Programa de Becas de Posgrado para Indígenas (PROBEPI) desarrollado por el CIESAS y el Consejo Nacional de Ciencia y Tecnología (CONACYT), en la Ciudad de México en 2013 y 2014. Fue organizadora del Congreso Nacional de Jóvenes Hablantes de Lengua Indígena, realizado por el INALI en Oaxtepec, Estado de Morelos en 2011. Formó parte del jurado del Premio Nacional de Arte Popular convocado por la Secretaría de Desarrollo Social y el Fondo Nacional para el Fomento de las Artesanías, en la Ciudad de México, 2017; y fue integrante del jurado del Premio Nacional de la Juventud en su rama Fortalecimiento a la Cultura Indígena, otorgado por la Secretaría de Desarrollo Social, en la Ciudad de México en 2015.